# Янцеве (станція)
Я́нцеве — проміжна залізнична станція 4-го класу Запорізької дирекції Придніпровської залізниці на магістральній електрифікованій лінії Синельникове I — Запоріжжя I між станціями Вільнянськ (8 км) та Запоріжжя-Вантажне (10 км). Розташована в селі Українка Запорізького району Запорізької області.
Від станції відгалужується під'їзна колія до Янцівського гранітного кар'єру. Поруч зі станцією пролягає автошлях національного значення Н15 (Запоріжжя — Донецьк).

## Історія
Станція відкрита 1898 року у ковиловому степу під первинною назвою Степова. Однак незабаром з'ясувалося, що з аналогічною назвою вже є станція на Кубані. Тоді і вирішено було перейменувати станцію, яка отримала сучасну назву Янцеве — на честь німецького поміщика-колоніста, маєток якого розташовувався поруч зі станційними будівлями.
У 1965 році станція електрифікована постійним струмом (=3 кВ) в складі дільниці Лозова — Синельникове I — Запоріжжя I.
7 березня 2018 року, за багаторічну сумлінну працю та зразкове виконання службових обов'язків, начальника станції Янцеве Любов Губу заохочено високою державною відзнакою — почесним званням «Заслужений працівник транспорту України» відповідно Указу Президента України № 59.

## Пасажирське сполучення
На станції Янцеве зупиняються приміські електропоїзди сполученням Запоріжжя — Синельникове / Дніпро.